# Коли сплячий прокинеться (роман, 1899, 1910)
«Сплячий прокидається» (англ. The Sleeper Awakes) — науково-фантастичний роман англійського письменника Герберта Веллса. Є однією з перших у науковій фантастиці книг про футуристичний світ, а також однією з перших антиутопій. Книга значно вплинула на розвиток фантастики про майбутнє.
Перша редакція роману вийшла в 1899 році під назвою «Коли сплячий прокинеться» (англ. When the Sleeper Wakes). В 1910 році Веллс переписав роман. Перероблена версія роману вийшла окремою книгою.

## Сюжет
Дія починається в Англії наприкінці XIX століття. Джентльмен Грем, який живе в Лондоні в 1897 році, приймає ліки від безсоння і впадає в кому. Прокидається він лише в 2100 році. За минулий час його гроші, вкладені до трасту, склали величезну суму. Його опікуни, «Біла рада», використовували це багатство для встановлення політичного та економічного світового порядку.
Коли Грем прокидається, він спантеличений так само, як і люди навколо. Ніхто не очікував, що він, знаний як Сплячий, прокинеться, але чутки про це швидко поширюються. Навколо будівлі Сплячого збирається натовп і вимагає побачити легендарного чоловіка. Люди навколо Грема не відповідають на його запитання і саджають його під домашній арешт. Грем поступово дізнається, що він завдяки своїм статкам законний власник і господар більшої частини світу, який контролюється низкою родів.
Повстанці під проводом Острога допомагають Грему втекти. Вони кажуть, що людям потрібне керівництво Грема задля повстання проти Білої ради. Вагаючись, але не бажаючи залишатися в'язнем, Грем іде з ними. Невдовзі він прибуває до величезної зали, де зібралися робітники, щоб підготуватися до революції. Вони виступають проти Білої ради, але незабаром їх атакує державна поліція. У сум'ятті Грема відокремлюють від революціонерів. Він зустрічає старого, який розповідає йому історію про Сплячого: Біла Рада вклала його статки, щоб купити промисловість і політичні організації половини світу, встановивши плутократію та знищивши парламент і монархію. Старий вважає, що Сплячий — це вигадана постать, яка використовується для пропаганди.
Грем зустрічає Острога, який каже, що повстанці перемогли і вимагають аби Сплячий ними правив. Грем стає світовим правителем, але фактично виконує накази Острога, позаяк слабко знається на влаштуванні світу майбутнього. Грем захоплюється літаками та вчиться літати на них. Він бачить з повітря, що Британію займають чотири величезних міста, які працюють від величезних вітряків. Його безтурботне життя закінчується, коли племінниця Острога, Гелен Воттон, каже йому, що для нижчого класу революція нічого не змінила. Грем звертається до Острога за поясненням і той визнає, що нижчі класи так само експлуатуються, як і раніше, але схвалює такий лад. Острог використовує чорну африканську поліцію, щоб повернути революціонерів до роботи. Грем вимагає припинити це і Острог поступається.
Переодягнувшись, Грем відвідує Лондон, щоб побачити, як живуть робітники. Вони все життя працюють на фабриках у шкідливих умовах, де їм щоденно платять їжею аби вони тільки не померли. Їхня мова заледве зрозуміла Грему. Робітники носять уніформу різного кольору відповідно до професії. Сім'ї більше не існує, а діти виховуються без батьків у величезних закладах. Новини поширюють спеціальні машини, а для незрозумілих розваг слугують «міста насолод».
Згодом Грем дізнається, що Острог наказав своїм військам захопити Лондон. Робітники знову повстають і допомагають Грему втекти, а він передає всі свої статки революціонерам. Він зустрічається з Геленою та дізнається, що саме вона розповіла громадськості про задум Острога.
Острозький тікає і очолює військо для повторного наступу. У революціонерів є тільки один літак, яким Грем пілотує, щоб збити літаки вояків Острога. Коли революціонерам вдається ввімкнути зенітні гармати, Грем атакує аероплан Острога, але розбивається.